# 隆奧克 (堪薩斯州)
隆奧克為美國堪薩斯州克勞福德縣的非建制地區。

## 歷史
此社區的郵政局於1884年10月20日開設，期間持續營運直到1886年7月10日終止。
隆奧克在歷史上以這裡的煤礦產業較為知名。1885年，隆奧克煤炭公司（Lone Oak Coal Company）立井發生了一起矿难，事故共造成2人遇難，4人以上受傷。